# 프세우도트리아키스과
프세우도트리아키스과 또는 가짜고양이상어과(Pseudotriakidae)는 흉상어목에 속하는 상어과의 하나이다. 3속 4종을 포함하고 있다. 마다가스카르섬부터 대만과 하와이, 아이슬란드까지 모든 대양에서 발견된다. 난태생 물고기로 어미가 알을 몸 안에 가지고 있으며 배아에 양분을 공급한다. 이때 발생 중인 배아가 어미가 만든 다른 알을 포식하는 난식(卵食, oophagy)을 한다.

## 하위 분류
- 골룸속 (Gollum) - G. attenuatus
- 플라노나수스속 (Planonasus) - 2종
- 프세우도트리아키스속 (Pseudotriakis) - 유일종 P. microdon